# Đô Lương
Đô Lương là một huyện cũ nằm ở trung tâm tỉnh Nghệ An, Việt Nam.

## Địa lý
Huyện Đô Lương nằm ở trung tâm tỉnh Nghệ An, có vị trí địa lý:
- Phía bắc giáp huyện Tân Kỳ
- Phía nam giáp huyện Nam Đàn
- Phía đông giáp huyện Yên Thành và Nghi Lộc
- Phía tây giáp huyện Anh Sơn, Thanh Chương.

Theo thống kê năm 2019, huyện có diện tích 350,433 km², dân số là 213.543 người, mật độ dân số đạt 609 người/km².
Huyện Đô Lương có diện tích 350,433 km² dân số năm 2010 là 193.890 người. Có 4,86% dân số theo đạo Thiên Chúa.

## Hành chính
Huyện Đô Lương có 33 đơn vị hành chính cấp xã trực thuộc, gồm thị trấn Đô Lương và 31 xã: Bạch Ngọc, Bắc Sơn, Bài Sơn, Bồi Sơn, Đà Sơn, Đại Sơn, Đặng Sơn, Đông Sơn, Giang Sơn Đông, Giang Sơn Tây, Hiến Sơn, Hòa Sơn, Hồng Sơn, Lạc Sơn, Lưu Sơn, Minh Sơn, Mỹ Sơn, Nam Sơn, Nhân Sơn, Quang Sơn, Tân Sơn, Thái Sơn, Thịnh Sơn, Thuận Sơn, Thượng Sơn, Tràng Sơn, Trù Sơn, Trung Sơn, Văn Sơn, Xuân Sơn, Yên Sơn.

### Tên gọi các làng xã thuộc huyện Anh Sơn

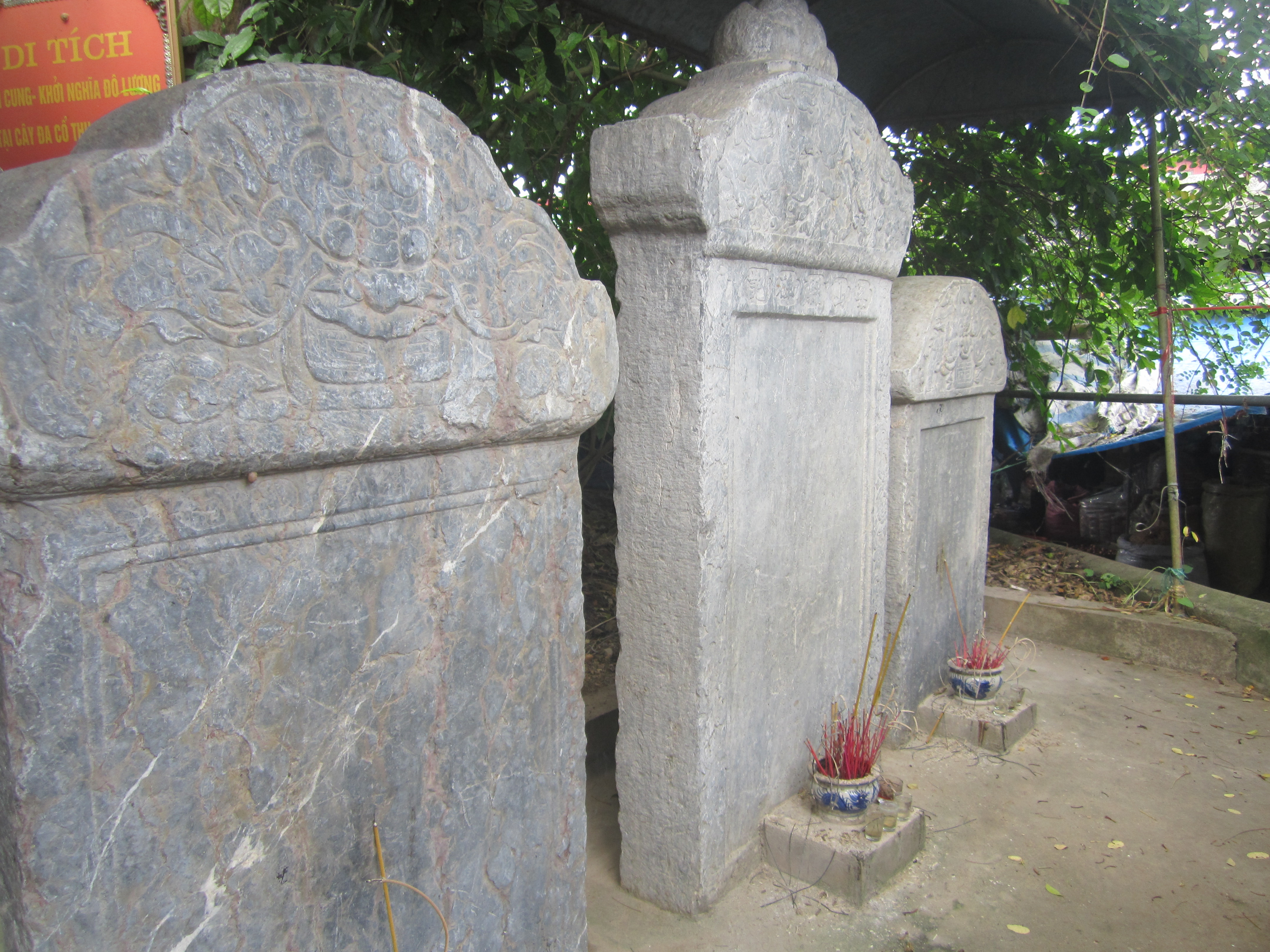
Bia đá tổng Đô Lương
Đô Lương tổng bi ký

### Các miếu, đền chưa được xếp hạng

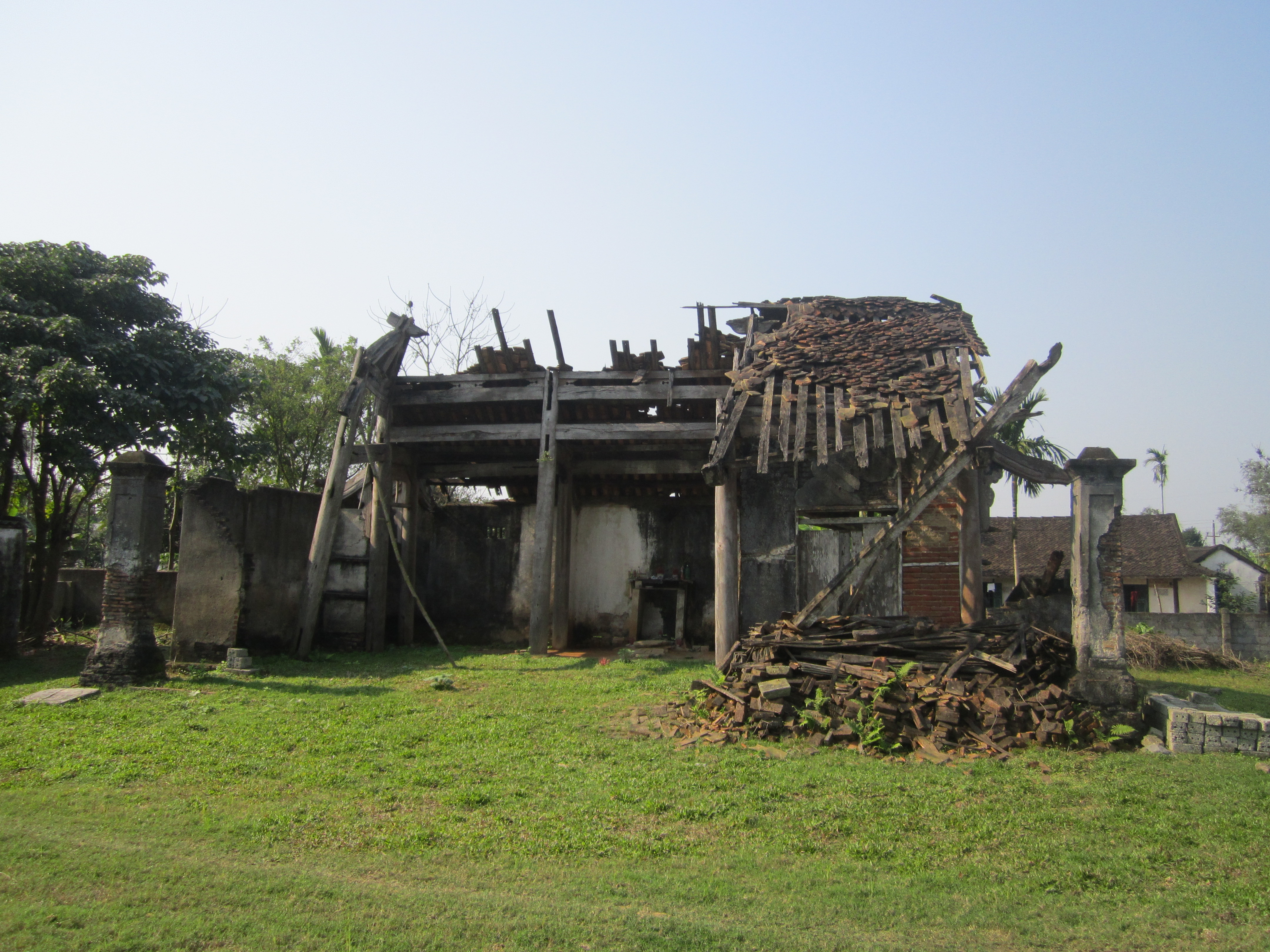
Đền Khai Long

## Lịch sử